# ایرینا کیریلوا
ایرینا ولادیمیرونا کیریلوا (به انگلیسی: Irina Vladimirovna Kirillova) شناخته شده با نام ایرینا پارکخمسهوک (زاده ۱۵ مه ۱۹۶۵) بازیکن و مربی والیبال اهل کرواسی که ابتدا عضو تیم ملی والیبال زنان اتحاد جماهیر شوروی بود و بعد به عضویت تیم ملی والیبال زنان کرواسی در آمد. او مدال طلا بازی‌های المپیک تابستانی ۱۹۸۸ به همراه تیم ملی شوروی به دست آورد. ایرینا در سال ۲۰۰۶ مدتی دستیار تیم ملی والیبال روسیه بود. او در سال ۲۰۱۱ به سمت سرمربی گری تیم ملی کرواسی در آمد اما پس از چند ماه از سمت خود استعفا داد. ایرینا در رده باشگاهی سابقه عضویت در تیم های ملادوست زاگراب، مودنا، پروجا، سائو پائولو، دینامو مسکوف نووارا را در کارنامه خود دارد و توانست هفت دوره قهرمانی لیگ قهرمانان والیبال اروپا را تجربه کند.